# Anisotome cauticola
Anisotome cauticola är en flockblommig växtart som beskrevs av J.W.Dawson. Anisotome cauticola ingår i släktet Anisotome och familjen flockblommiga växter. Inga underarter finns listade i Catalogue of Life.